# 西奧爾巴尼鎮區 (明尼蘇達州瓦巴沙縣)
西奧爾巴尼鎮區（英語：West Albany Township）是位於美國明尼蘇達州瓦巴沙縣的一個行政鎮區。

## 地方資料
西奧爾巴尼鎮區的面積為92.83平方千米，當中陸地面積為92.20平方千米，而水域面積為0.63平方千米。根據2020年美國人口普查的數據，當地共有人口381人，而人口密度為每平方千米4.1人。